# Apolonia Lizarraga
Apolonia Lizárraga i Ochoa de Zabalegui (Lezáun, 18 d'abril de 1867-Barcelona, 8 de setembre de 1936), més coneguda pel seu nom religiós Apolonia del Santíssim Sagrament, va ser una religiosa Carmelita de la Caritat espanyola, superiora general en càrrec de la seva congregació, quan va esclatar la Guerra Civil d'Espanya, en què va morir màrtir per la seva fe. Va ser beatificada pel papa Benet XVI el 28 d'octubre de 2007.

## Biografia
Apolonia Lizárraga va néixer en la població de Lezáun, que per llavors pertanyia al municipi de Vall de Yerri, a la província de Navarra, Navarra, Espanya. Va ingressar en el noviciat de les Carmelites de la Caritat de Vedruna a Vitòria, el 16 de juliol de 1886 i va emetre els seus primers vots el 17 de juliol de 1888, des de llavors se'l va conèixer amb el nom el d'Apolonia del Santíssim Sagrament.
Va exercir diversos càrrecs en la seva congregació, des de professora a les escoles de Trujillo (Càceres) i Villafranca dels Fangs ( Badajoz), fins a superiora de la comunitat de Sevilla i rectora del col·legi de Vich. Finalment, va ser triada superiora general de l'institut en 1925, càrrec que va ocupar fins a 1936, any en què va patir el martiri. Va fundar les cases de Buenos Aires a l'Argentina; Vigo, León, Múrcia i Alcoi a Espanya; i quatre més a França.
Quan va esclatar la guerra el 1936, Apolònia es va dedicar a buscar refugi per a les religioses de la seva congregació, per tal de salvar-los la vida, especialment a les novícies i les malaltes. Ella mateixa es va amagar a cases de diverses amigues. Al setembre d'aquell mateix any va ser detinguda i empresonada a la txeca de Sant Elies (Barcelona). A la txeca va ser serrada i esquarterada i les seves restes van ser tirades com a esquer per als porcs. Pel que sembla aquest era el destí de molts dels detinguts de la txeca de Sant Elies.

## Culte
Va ser beatificada pel papa Benet XVI el 28 d'octubre de 2007, a la cerimònia presidida per ell mateix, a la Plaça de Sant Pere al Vaticà. En aquesta celebració el pontífex va pujar als altars uns 498 màrtirs de la Guerra Civil Espanyola del segle xx.
L'actual txeca de Sant Elies, avui és una cripta de la parròquia Santa Agnès. S'hi manté el record dels màrtirs de la Guerra que hi van ser, entre ells Apol·lònia. La seva festa se celebra el 6 de novembre.